# Waveboard
Waveboard (foneticky vejvbord) je sportovní vybavení používané ve skateboardingu. Skládá se ze 2 desek spojených torzní tyčí. Ta je zpravidla vyrobená z pružných nýtovaných ocelových plátů (zapouzdřených v kovové či plastové trubce) či z vysoce pružného nylonového plastu. Ke každé desce je pomocí casteru upevněno jedno kolečko. Obě kolečka jsou při otáčení na sobě nezávislá. Caster je kolem své osy otočný o 360°. Délka waveboardu je obvykle 85 cm a váží cca 3 kg.

## Princip pohybu
Klíčovou součástkou waveboardu je Caster, který je k základní desce namontován ve sklonu 30 °. V počáteční pozici je caster v jedné ose se směrem jízdy a deska waveboardu je přitom k povrchu země nejblíže. Když je deska jezdcem vychýlena do strany, caster se natočí a desku oproti povrchu země nepatrně nadzvedne. Vznikne tak potenciální energie. Následně se tato energie přemění v sílu, která posune waveboard dopředu. A to proto, že hmotnost jezdce tlačí na desku shora a caster se opět natočí do své nejnižší počáteční polohy, při které je deska k povrchu země nejblíže. Výhodou jízdy na waveboardu je to, že ho lze pohánět dopředu bez toho, aby se jezdec musel odrážet nohou od země (a to i do kopce).

## Historie vývoje
Princip waveboardu byl vynalezen v Koreji roku 2003. V roce 2004 byly první waveboardy dodávány na americký trh pod názvem Casterboard. V Evropě se začaly prodávat v roce 2005. Na trhu v České republice se waveboardy poprvé objevily v roce 2009. Jsou zde známé pod označením waveboard, snakeboard, ripstik, casterboard, vigorboard, landsurf board.
Světově známé značky waveboardů jsou The Wave od firmy Street Surfing a RipStik od firmy Razor – obě pocházejí z USA a mají své výrobky patentovány.

## Základní jízda
Pro nácvik základní jízdy je vhodný velmi mírný svah či rovina
1. Přední noha je položena na střed přední desky waveboardu (tedy nad casterem) a celý waveboard pak jezdec postaví na obě kolečka - takže jsou obě desky waveboardu rovnoběžné s povrchem.
2. Zadní nohou se jezdec odrazí od země (jako na koloběžce) a následně chodidlo umístí na střed zadní desky.
3. Po odrazu je nutné mít kvůli rovnováze rovná záda, nepředkloněnou hlavu (dívat se do směru jízdy) a pokrčená kolena.
4. Ihned po odrazu je také třeba pohánět waveboard dopředu v „S“ křivce a to tak, že jezdec pohybuje boky do strany (twist) a chodidla naklápí ze špičky na patu.

Po zvládnutí tohoto pohybu waveboard jede, aniž by se jezdec odrážel nohou od země. Zatáčka se provede naklopením přední desky do požadovaného směru.

## Triky
S waveboardem lze provádět celou řadu triků – od těch základních až po ty pokročilé jako jsou Kickflip a Nollie. Na waveboardu lze také jezdit slalom či z mírného kopce podobně jako na snowboardu.

## Bezpečnost při jízdě
Při jízdě je třeba dávat pozor na překážky (kamínky, klacíky), o které by se mohlo přední kolečko zaseknout. Není možné jezdit na měkkém či kluzkém povrchu jako je voda, olej, bláto či písek. Pro jízdu není vhodná ani zámková dlažba. Přestože se dá s waveboardem dobře jezdit na asfaltu, nejezdí se tam, kde jezdí auta. V každém případě je při jízdě doporučená bezpečnostní helma a chrániče na lokty, kolena a dlaně (jako pro in-line brusle)

## Zdravý pohyb
Jízda na waveboardu spojuje zábavu se sportem. Při jízdě ve tvaru vlny se svalstvo zapojuje rovnoměrně a klouby se nepřetěžují. Vylepšuje se rovnováha a s ní i celá koordinace těla. Je to rovněž velmi dobrá průprava pro další sporty.
Nezávislá studie Salfordské University (USA) zjistila, že v porovnání s klidovým stavem se během jízdy na waveboardu zvýší v průměru srdeční tep o 127 % a výdej energie o 435 %. Studie dále změřila, že výdej energie během jízdy na waveboardu (407 kcal/h) byl o 133 % vyšší než při chůzi 5 km/h (174.5 kcal/h). Autoři universitní studie tak došli k závěru, že jízda na waveboardu může být vhodnou aktivitou pro zvyšování fyzické kondice a výdej energie a to zejména pro ty, kteří nemají v oblibě klasické sporty. Zároveň je to účinný nástroj pro boj s dětskou obezitou.